# Aartsbisdom Udine

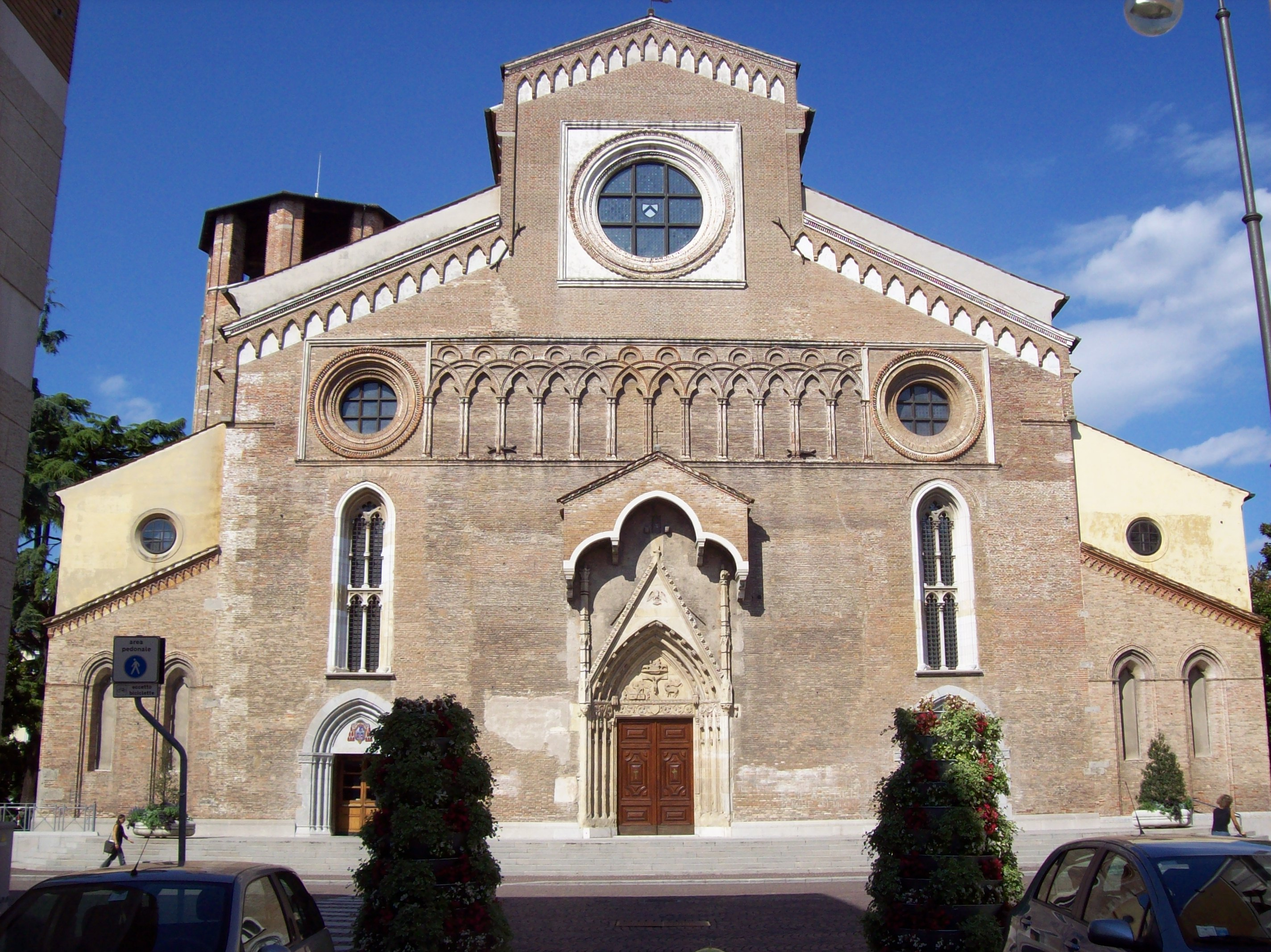
De Duomo Santa Maria Assunta, zetel van het aartsbisdom

Het aartsbisdom Udine (Latijn: Archidioecesis Utinensis; Italiaans: Arcidiocesi di Udine) is een aartsbisdom van de Rooms-Katholieke Kerk in Italië waarvan de zetel staat in de stad Udine. Het aartsbisdom is het metroplotiaan aartsbisdom van de kerkprovincie Udine. Het aartsbisdom valt samen met deze kerkprovincie en kent geen suffragane bisdommen. De grenzen van het aartsbisdom vallen samen met die van de voormalige provincie Udine.
De beschermheiligen van het aartsbisdom zijn Hermagoras en Fortunatus.
Het aartsbisdom telde in 2004 488.000 inwoners waarvan 97,9% katholiek was. Zij werden in 373 parochies bediend door 348 diocesane priesters en 16 permanente diakens. In 2022 was 96,9% van de 487.000 inwoners katholiek. De 374 parochies werden bediend door 226 diocesane priesters en 19 permanente diakens.

## Geschiedenis

Het aartsbisdom binnen Italië

Het aartsbisdom ontstond in 1751, toen het patriarchaat Aquileja op aandrang van Oostenrijk door paus Benedictus XIV werd gesplitst in de aartsbisdommen Udine en Gorizia. Tot eerste aartsbisschop werd de laatste patriarch van Aquileja benoemd. Voor hem veranderde er weinig, want de patriarchen resideerden al eeuwen in Udine en hij mocht de titel tot zijn dood blijven voeren.
Tot de kerkprovincie van het nieuwe aartsbisdom behoorden de bisdommen:
- Verona
- Vicenza
- Padua
- Treviso
- Concordia
- Ceneda
- Feltre
- Belluno
- Parenzo
- Pola
- Capodistria

In 1818 werd het aartsbisdom opgeheven en alle bisdommen van de kerkprovincie werden suffragaanbisdom van het patriarchaat Venetië. 
In 1847 verleende paus Pius IX Udine de status van aartsbisdom. Het heeft geen suffragane bisdommen.

## Bisschoppen en aartsbisschoppen
- Daniele Delfino (1751-1762)
- Bartolomeo Gradenigo (1762-1765)
- Giovanni Girolamo Gradenigo, C.R. (1766-1786)
- Niccolò Angelo Sagredo (1788-1792)
- Pietro Antonio Zorzi, C.R.S. (1792-1803)
- Baldassare Rasponti (1807-1814)
- Emmanuele Lodi, O.P. (1819-1845)
- Zaccaria Bricito (1846-1851)
- Giuseppe Luigi Trevisanato (1852-1862)
- Andrea Casasola (1863-1884)
- Giovanni Maria Berengo (1884-1896)
- Pietro Zamburlini (1896-1909)
- Antonio Anastasio Rossi (1910-1927)
- Giuseppe Nogara (1928-1955)
- Giuseppe Zaffonato (1956 -1972)
- Alfredo Battisti (1972-2000)
- Pietro Brollo (2000-2009)
- Andrea Bruno Mazzocato (2009-2024)
- Riccardo Lamba (2024-)

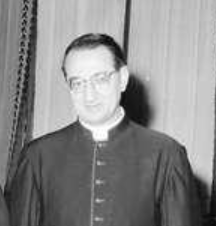
Alfredo Battisti
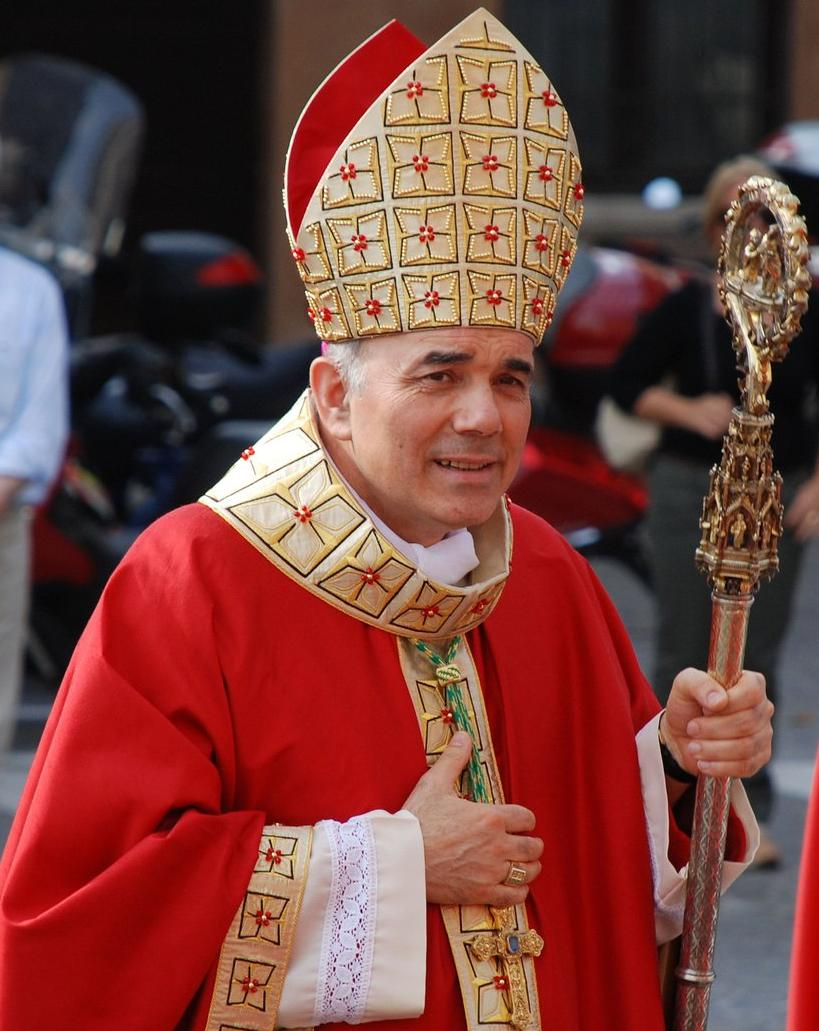
Andrea Bruno Mazzocato
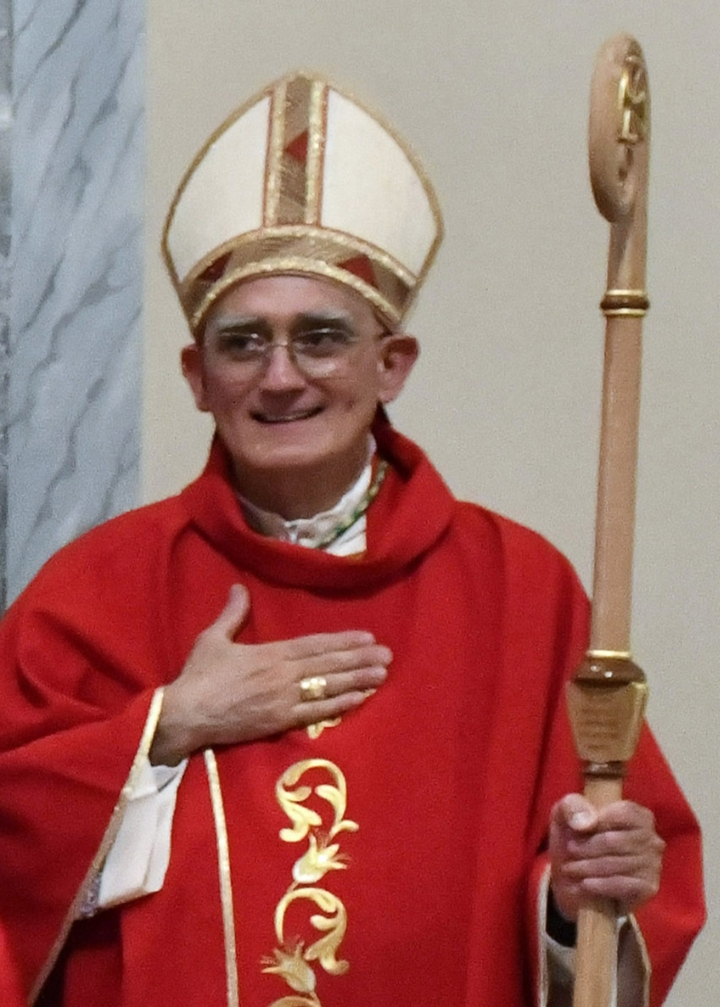
Riccardo Lamba